# 苏格兰地方区划
蘇格蘭歷史上曾以各種方式劃分為地區和行政區，以用於不同的政府目的。蘇格蘭地方區劃包括：
- 蘇格蘭地方政府區劃 (1975年－1996年)（英语：Local government areas of Scotland (1975–1996)），根據《1973年地方政府（蘇格蘭）法令》劃分的12個大區
- 蘇格蘭行政區劃，根據《1994年地方政府等（蘇格蘭）法令》劃分的32個單一管理區
- 苏格兰议会选区（英语：Scottish Parliament constituencies and electoral regions）
  - 苏格兰议会选区 (1999年－2011年)（英语：Scottish Parliament constituencies and electoral regions 1999 to 2011）
  - 苏格兰议会选区 (2011年起)（英语：Scottish Parliament constituencies and electoral regions from 2011）

|  | 这是一个同类索引条目，列出擁有相同或近似名稱的同類型項目。 若您循內部連結來到此頁面，請考慮修正該，將其指向正確的條目。 |